# Olszyna (Suchy Grunt)
Olszyna – część wsi Suchy Grunt w Polsce, położona w województwie małopolskim, w powiecie dąbrowskim, w gminie Szczucin.
W latach 1975–1998 Olszyna położona była w województwie tarnowskim.